# Stuttgart Open
Lo Stuttgart Open, noto come BOSS Open e precedentemente come Mercedes Cup per motivi di sponsorizzazione, è un torneo tennistico annuale che si disputa a Stoccarda, in Germania, e appartiene alla categoria ATP Tour 250.
L'evento ha fatto parte della serie di tornei dell'International Series Gold nell'ambito dell'ATP, si tiene dal 1978 e fino al 2014 si è giocato sulla terra rossa, mentre dal 2015 si gioca su erba. I giocatori più titolati nell'albo d'oro del torneo sono lo spagnolo Rafael Nadal, con tre vittorie (due sulla terra rossa, una sull'erba), l'argentino Martín Jaite, l'austriaco Thomas Muster, il brasiliano Gustavo Kuerten e l'italiano Matteo Berrettini (unico giocatore ad aver vinto due volte il torneo sull'erba), con due vittorie a testa. L'edizione del 2020 non venne disputata a causa della pandemia di COVID-19.

## Singolare
| Anno | Campione                              | Finalista                             | Punteggio                             |
| ---- | ------------------------------------- | ------------------------------------- | ------------------------------------- |
| 2025 | Taylor Fritz                          | Alexander Zverev                      | 6–3, 7–6(0)                           |
| 2024 | Jack Draper                           | Matteo Berrettini                     | 3–6, 7–6(5), 6–4                      |
| 2023 | Frances Tiafoe                        | Jan-Lennard Struff                    | 4–6, 7–6(1), 7–6(8)                   |
| 2022 | Matteo Berrettini (2)                 | Andy Murray                           | 6–4, 5–7, 6–3                         |
| 2021 | Marin Čilić                           | Félix Auger-Aliassime                 | 7–6(2), 6–3                           |
| 2020 | Annullato per pandemia di Coronavirus | Annullato per pandemia di Coronavirus | Annullato per pandemia di Coronavirus |
| 2019 | Matteo Berrettini (1)                 | Félix Auger-Aliassime                 | 6–4, 7–6(11)                          |
| 2018 | Roger Federer                         | Milos Raonic                          | 6–4, 7–6(3)                           |
| 2017 | Lucas Pouille                         | Feliciano López                       | 4–6, 7–6(5), 6–4                      |
| 2016 | Dominic Thiem                         | Philipp Kohlschreiber                 | 6(2)–7, 6–4, 6–4                      |
| 2015 | Rafael Nadal (3)                      | Viktor Troicki                        | 7–6(3), 6–3                           |
| 2014 | Roberto Bautista Agut                 | Lukáš Rosol                           | 6–3, 4–6, 6–2                         |
| 2013 | Fabio Fognini                         | Philipp Kohlschreiber                 | 5–7, 6–4, 6–4                         |
| 2012 | Janko Tipsarević                      | Juan Mónaco                           | 6–4, 5–7, 6–3                         |
| 2011 | Juan Carlos Ferrero                   | Pablo Andújar                         | 6–4, 6–0                              |
| 2010 | Albert Montañés                       | Gaël Monfils                          | 6–2, 1–2 rit.                         |
| 2009 | Jérémy Chardy                         | Victor Hănescu                        | 1–6, 6–3, 6–4                         |
| 2008 | Juan Martín del Potro                 | Richard Gasquet                       | 6–4, 7–5                              |
| 2007 | Rafael Nadal (2)                      | Stan Wawrinka                         | 6–4, 7–5                              |
| 2006 | David Ferrer                          | José Acasuso                          | 6–4, 3–6, 6(3)–7, 7–5, 6–4            |
| 2005 | Rafael Nadal (1)                      | Gastón Gaudio                         | 6–3, 6–3, 6–4                         |
| 2004 | Guillermo Cañas                       | Gastón Gaudio                         | 5–7, 6–2, 6–0, 1–6, 6–3               |
| 2003 | Guillermo Coria                       | Tommy Robredo                         | 6–2, 6–2, 6–1                         |
| 2002 | Michail Južnyj                        | Guillermo Cañas                       | 6–3, 3–6, 3–6, 6–4, 6–4               |
| 2001 | Gustavo Kuerten (2)                   | Guillermo Cañas                       | 6–3, 6–2, 6–4                         |
| 2000 | Franco Squillari                      | Gastón Gaudio                         | 6–2, 3–6, 4–6, 6–4, 6–2               |
| 1999 | Magnus Norman                         | Tommy Haas                            | 6(6)–7, 4–6, 7–6(7), 6–0, 6–3         |
| 1998 | Gustavo Kuerten (1)                   | Karol Kučera                          | 4–6, 6–2, 6–4                         |
| 1997 | Àlex Corretja                         | Karol Kučera                          | 6–2, 7–5                              |
| 1996 | Thomas Muster (2)                     | Evgenij Kafel'nikov                   | 6–2, 6–2, 6–4                         |
| 1995 | Thomas Muster (1)                     | Jan Apell                             | 6–2, 6–2                              |
| 1994 | Alberto Berasategui                   | Andrea Gaudenzi                       | 7–5, 6–3, 7–6(5)                      |
| 1993 | Magnus Gustafsson                     | Michael Stich                         | 6–3, 6–4, 3–6, 4–6, 6–4               |
| 1992 | Andrij Medvedjev                      | Wayne Ferreira                        | 6–1, 6–4, 6(5)–7, 2–6, 6–1            |
| 1991 | Michael Stich                         | Alberto Mancini                       | 1–6, 7–6(9), 6–4, 6–2                 |
| 1990 | Goran Ivanišević                      | Guillermo Pérez Roldán                | 6(2)–7, 6–1, 6–4, 7–6(2)              |
| 1989 | Martín Jaite (2)                      | Goran Prpić                           | 6–3, 6–2                              |
| 1988 | Andre Agassi                          | Andrés Gómez                          | 6–4, 6–2                              |
| 1987 | Miloslav Mečíř                        | Jan Gunnarsson                        | 6–0, 6–2                              |
| 1986 | Martín Jaite (1)                      | Jonas Svensson                        | 7–5, 6–2                              |
| 1985 | Ivan Lendl                            | Brad Gilbert                          | 6–4, 6–0                              |
| 1984 | Henri Leconte                         | Gene Mayer                            | 7–6, 6–0, 1–6, 6–1                    |
| 1983 | José Higueras                         | Heinz Günthardt                       | 6–1, 6–1, 7–6                         |
| 1982 | Ramesh Krishnan                       | Sandy Mayer                           | 5–7, 6–3, 6–3, 7–6                    |
| 1981 | Björn Borg                            | Ivan Lendl                            | 1–6, 7–6, 6–2, 6–4                    |
| 1980 | Vitas Gerulaitis                      | Wojciech Fibak                        | 6–2, 7–5, 6–2                         |
| 1979 | Tomáš Šmíd                            | Ulrich Pinner                         | 6–4, 6–0, 6–2                         |
| 1978 | Ulrich Pinner                         | Kim Warwick                           | 6–4, 6–2, 7–6                         |

## Doppio
| Anno | Campioni                                | Finalisti                                | Punteggio                             |
| ---- | --------------------------------------- | ---------------------------------------- | ------------------------------------- |
| 2024 | Rafael Matos Marcelo Melo               | Julian Cash Robert Galloway              | 3–6, 6–3, [10–8]                      |
| 2023 | Nikola Mektić Mate Pavić (2)            | Kevin Krawietz Tim Pütz                  | 7–6(2), 6–3                           |
| 2022 | Hubert Hurkacz Mate Pavić (1)           | Tim Pütz Michael Venus                   | 7–6(3), 7–6(5)                        |
| 2021 | Marcelo Demoliner Santiago González (1) | Ariel Behar Gonzalo Escobar              | 4–6, 6–3, [10–8]                      |
| 2020 | Annullato per pandemia di Coronavirus   | Annullato per pandemia di Coronavirus    | Annullato per pandemia di Coronavirus |
| 2019 | John Peers Bruno Soares (2)             | Rohan Bopanna Denis Shapovalov           | 7–5, 6–3                              |
| 2018 | Philipp Petzschner (2) Tim Pütz         | Robert Lindstedt Marcin Matkowski        | 7–6(5), 6–3                           |
| 2017 | Jamie Murray Bruno Soares (1)           | Oliver Marach Mate Pavić                 | 6(4)–7, 7–5, [10–5]                   |
| 2016 | Marcus Daniell Artem Sitak (2)          | Oliver Marach Fabrice Martin             | 6(4)–7, 6–4, [10–8]                   |
| 2015 | Rohan Bopanna Florin Mergea             | Alexander Peya Bruno Soares              | 5–7, 6–2, [10–7]                      |
| 2014 | Mateusz Kowalczyk Artem Sitak (1)       | Guillermo García López Philipp Oswald    | 2–6, 6–1, [10–7]                      |
| 2013 | Facundo Bagnis Thomaz Bellucci          | Tomasz Bednarek Mateusz Kowalczyk        | 2–6, 6–4, [11–9]                      |
| 2012 | Jérémy Chardy Łukasz Kubot              | Michal Mertiňák André Sá                 | 6–1, 6–3                              |
| 2011 | Jürgen Melzer Philipp Petzschner (1)    | Marcel Granollers Marc López             | 6–3, 6–4                              |
| 2010 | Carlos Berlocq Eduardo Schwank          | Christopher Kas Philipp Petzschner       | 7–6(5), 7–6(6)                        |
| 2009 | František Čermák (2) Michal Mertiňák    | Victor Hănescu Horia Tecău               | 7–5, 6–4                              |
| 2008 | Christopher Kas Philipp Kohlschreiber   | Michael Berrer Miša Zverev               | 6–3, 6–4                              |
| 2007 | František Čermák (1) Leoš Friedl        | Guillermo García López Fernando Verdasco | 6–4, 6–4                              |
| 2006 | Gastón Gaudio Maks Mirny                | Yves Allegro Robert Lindstedt            | 7–5, 6–7, [12–10]                     |
| 2005 | José Acasuso Sebastián Prieto           | Mariano Hood Tommy Robredo               | 7–6, 6–3                              |
| 2004 | Jiří Novák (2) Radek Štěpánek           | Simon Aspelin Todd Perry                 | 6–2, 6–4                              |
| 2003 | Tomáš Cibulec Pavel Vízner              | Evgenij Kafel'nikov Kevin Ullyett        | 3–6, 6–3, 6–4                         |
| 2002 | Joshua Eagle David Rikl (2)             | David Adams Gastón Etlis                 | 6–3, 6–4                              |
| 2001 | Guillermo Cañas Rainer Schüttler        | Michael Hill Jeff Tarango                | 4–6 7–6(1), 6–4                       |
| 2000 | Jiří Novák (1) David Rikl (1)           | Lucas Arnold Ker Donald Johnson          | 5–7, 6–2, 6–3                         |
| 1999 | Jaime Oncins Daniel Orsanic             | Aleksandar Kitinov Jack Waite            | 6–2, 6–1                              |
| 1998 | Olivier Delaître Fabrice Santoro        | Joshua Eagle Jim Grabb                   | 6–1, 3–6, 6–3                         |
| 1997 | Gustavo Kuerten Fernando Meligeni       | Donald Johnson Francisco Montana         | 6–4, 6–4                              |
| 1996 | Libor Pimek Byron Talbot (2)            | Tomás Carbonell Francisco Roig           | 6–2, 5–7, 6–4                         |
| 1995 | Tomás Carbonell Francisco Roig          | Ellis Ferreira Jan Siemerink             | 3–6, 6–3, 6–4                         |
| 1994 | Scott Melville Piet Norval              | Jacco Eltingh Paul Haarhuis              | 7–6, 7–5                              |
| 1993 | Tom Nijssen Cyril Suk                   | Gary Muller Piet Norval                  | 7–6, 6–3                              |
| 1992 | Glenn Layendecker Byron Talbot (1)      | Marc Rosset Javier Sánchez               | 4–6, 6–3, 6–4                         |
| 1991 | Wally Masur Emilio Sánchez (2)          | Omar Camporese Goran Ivanišević          | 4–6, 6–3, 6–4                         |
| 1990 | Pieter Aldrich Danie Visser             | Per Henricsson Nicklas Utgren            | 6–3, 6–4                              |
| 1989 | Petr Korda Tomáš Šmíd (3)               | Florin Segărceanu Cyril Suk              | 6–3, 6–4                              |
| 1988 | Sergio Casal Emilio Sánchez (1)         | Anders Järryd Michael Mortensen          | 4–6, 6–3, 6–4                         |
| 1987 | Rick Leach Tim Pawsat                   | Mikael Pernfors Magnus Tideman           | 6–3, 6–4                              |
| 1986 | Hans Gildemeister Andrés Gómez          | Mansour Bahrami Diego Pérez              | 6–4, 6–3                              |
| 1985 | Ivan Lendl Tomáš Šmíd (2)               | Andy Kohlberg João Soares                | 3–6, 6–4, 6–2                         |
| 1984 | Sandy Mayer Andreas Maurer              | Fritz Buehning Ferdi Taygan              | 7–6, 6–4                              |
| 1983 | Anand Amritraj Mike Bauer               | Pavel Složil Tomáš Šmíd                  | 4–6, 6–3, 6–2                         |
| 1982 | Mark Edmondson Brian Teacher            | Andreas Maurer Wolfgang Popp             | 6–3, 6–1                              |
| 1981 | Peter McNamara Paul McNamee             | Mark Edmondson Mike Estep                | 2–6, 6–4, 7–6                         |
| 1980 | Colin Dowdeswell (2) Frew McMillan (2)  | Chris Lewis John Yuill                   | 6–3, 6–4                              |
| 1979 | Colin Dowdeswell (1) Frew McMillan (1)  | Wojciech Fibak Pavel Složil              | 6–4, 6–2, 2–6, 6–4                    |
| 1978 | Jan Kodeš Tomáš Šmíd (1)                | Carlos Kirmayr Belus Prajoux             | 6–3, 7–6                              |

## Record

### Vittorie

#### Maggior numero di titoli vinti in singolare
Di seguito i tennisti vincitori di almeno due edizioni del torneo in singolare.
| Tennista          | Vittorie | Edizioni         |
| ----------------- | -------- | ---------------- |
| Rafael Nadal      | 3        | 2005, 2007, 2015 |
| Martín Jaite      | 2        | 1986, 1989       |
| Thomas Muster     | 2        | 1995, 1996       |
| Gustavo Kuerten   | 2        | 1998, 2001       |
| Matteo Berrettini | 2        | 2019, 2022       |

Maggior numero di successi in singolare per nazionalità
| Pos. | Nazione         | Titoli | Edizioni                                                   |
| ---- | --------------- | ------ | ---------------------------------------------------------- |
| 1    | Spagna          | 10     | 1983, 1994, 1997, 2005, 2006, 2007, 2010, 2011, 2014, 2015 |
| 2    | Argentina       | 6      | 1986, 1989, 2000, 2003, 2004, 2008                         |
| 3    | Svezia          | 3      | 1981, 1993, 1999                                           |
| 3    | Austria         | 3      | 1995, 1996, 2016                                           |
| 3    | Francia         | 3      | 1984, 2009, 2017                                           |
| 3    | Italia          | 3      | 2013, 2019, 2022                                           |
| 3    | Stati Uniti     | 3      | 1980, 1988, 2023                                           |
| 8    | Repubblica Ceca | 2      | 1979, 1985                                                 |
| 8    | Germania        | 2      | 1978, 1991                                                 |
| 8    | Brasile         | 2      | 1998, 2001                                                 |
| 8    | Croazia         | 2      | 1990, 2021                                                 |
| 12   | India           | 1      | 1982                                                       |
| 12   | Slovacchia      | 1      | 1987                                                       |
| 12   | Ucraina         | 1      | 1992                                                       |
| 12   | Russia          | 1      | 2002                                                       |
| 12   | Serbia          | 1      | 2012                                                       |
| 12   | Svizzera        | 1      | 2018                                                       |
| 12   | Regno Unito     | 1      | 2024                                                       |